# Егоров, Анатолий Николаевич (художник)
Анатолий Николаевич Егоров (19 апреля 1948, Казань, Татарская АССР, РСФСР, СССР) — советский и российский художник, живописец, гобеленист. Народный художник Республики Татарстан (2018), заслуженный деятель искусств Республики Татарстан (2008). Лауреат Государственной премии Республики Татарстан имени Габдуллы Тукая (2022).

## Биография
Анатолий Николаевич Егоров родился 19 апреля 1948 года в Казани. С детства увлекался искусством, занимался в художественной школе № 3 в Кировском районе, а затем в народной студии при дворце культуры у Р. А. Кильдибекова. В 1970 году поступил на факультет прикладного текстиля Московского высшего художественно-промышленного училища, которое окончил в 1975 году. Учился у Д. К. Тегина и В. П. Комардёнкова.
В конце 1970-х годов вернулся в Казань, одновременно с расширением круга республиканских мастеров гобелена, в числе которых появились М. С. Кильдибекова и другие художники. В ряду первых работ Егорова был отмечен гобелен «Освобождение Казани от белогвардейцев в 1919 году» (1978), в котором критики находили гармонию цвета, высокие достоинства рисунка и композиции. В 1989 году приобрёл дом в Свияжске, присоединившись к художественной колонии города. В числе основных произведений Егорова в жанре монументального текстиля выделяются гобелены «Старый фонтан» (1979—1988), «Свияжск» (1997—2002), «Казань. Улица Баумана (2003). Работает также как живописец, свой стиль называет романтическим реализмом, тяготеющим к символизму и импрессионизму. В юности испытал влияние Ван Гога и Сезанна касательно большого внимания к цвету, в чём свою роль сыграла также и увлечение гобеленами. Одновременно, принимал участие в расписывании ряда церквей, в частности, Петропавловского собора в Казани, Благовещенского собора и храма Иоанна Предтечи в Москве.
Грандиозным и уникальным произведением в творчестве Егорова считается гобелен «Художник Николай Фешин» (2005—2017), работа над которым заняла 12 лет, будучи приуроченной к 50-летию со дня смерти Н. И. Фешина. На вытканном из шерсти полотне размерами 2 на 4 метра расположены семь фигур, в которых угадываются персонажи самых известных фешинских картин — в частности, «Портрет Вари Адоратской», «Капустница», «Обливание». В центре гобелена изображён сам Фешин у мольберта, прообразом облика которого послужила фотография, сделанная в Казани, до отъезда художника в 1923 году в США. Всего, на создание работы объёмом в 8 квадратных метров у Егорова ушло 16 килограммов обычной шерсти разнообразной расцветки, при этом художник работал над гобеленом боком, ткал его вручную. В целом, как живописные, так и тканые работы Егорова характеризуются переплетением этих двух видов искусств между собой, отличаются неповторимым стилем и колористическими особенностями, в частности, светлыми, яркими и жизнеутверждающими красками.
|                                                                                        |  |  |
| Персональная выставка Егорова в Национальной художественной галерее «Хазинэ», 2022 год |  |  |

Член Союза художников СССР (с 1991 года), России и Республики Татарстан. Живёт и работает в Казани, является одним из немногих мастеров гобелена в Татарстане. Активно участвует в региональных, всероссийских и международных выставках, в Казани проходили также и персональные экспозиции Егорова (1977, 1998, 2003, 2015, 2018, 2021). Работы Егорова находятся в собраниях Государственного музея изобразительных искусств Республики Татарстан, музея «Остров-град Свияжск», художественной галереи Зеленодольска, частных коллекциях в России, Великобритании, США, Франции, других стран. В 2005 году получил премию имени Б. Урманче. В 2022 году был номинирован на Государственную премию Республики Татарстан имени Г. Тукая, одновременно от трёх татарстанских союзов художников сразу, и получил награду за цикл гобеленов «Над Казанью луна».

## Награды
Звания

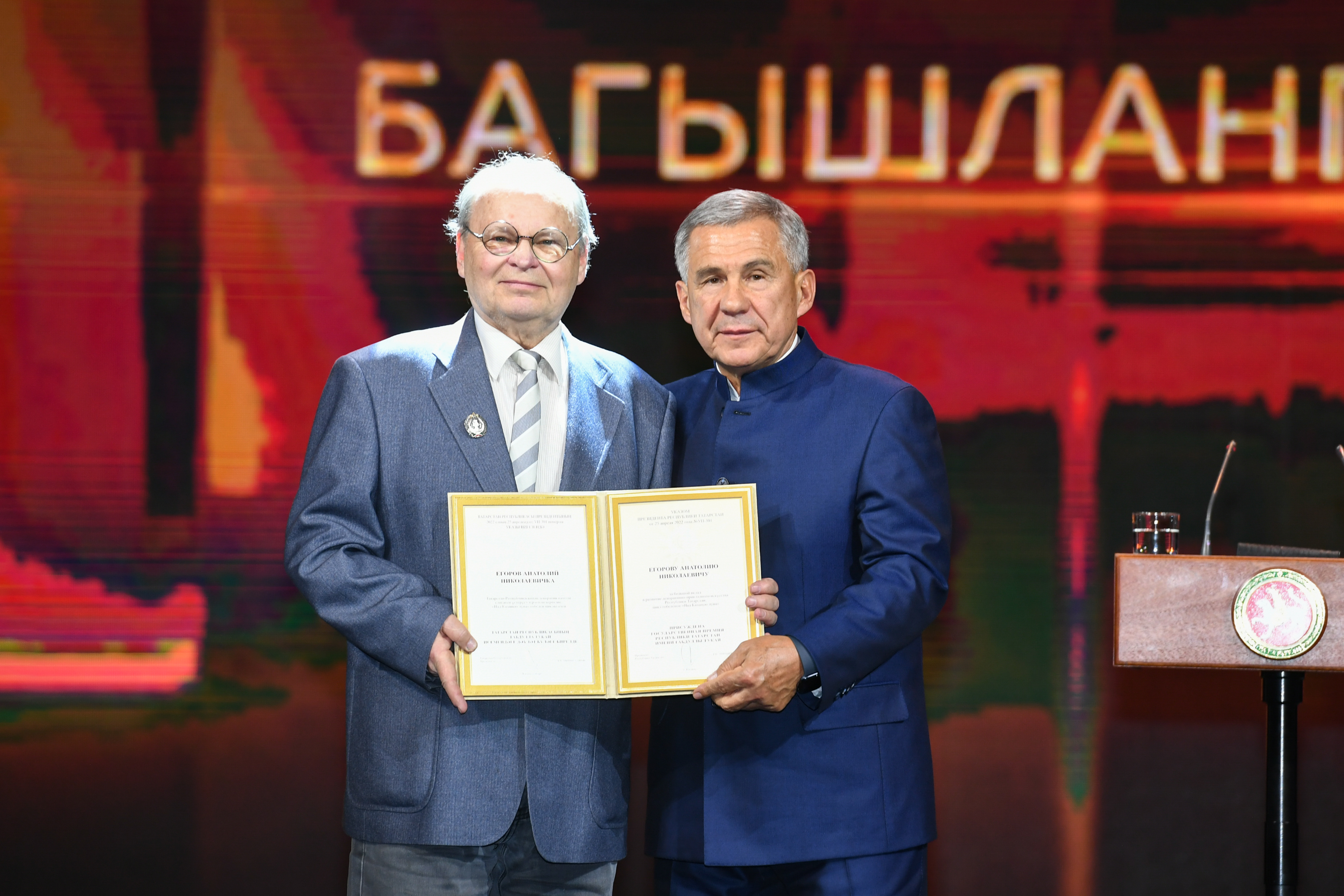
Вручение премии Тукая, 2022 год

- Почётное звание «Народный художник Республики Татарстан» (2018 год) — за большой вклад в развитие изобразительного искусства и многолетнюю плодотворную творческую деятельность[18][19].
- Почётное звание «Заслуженный деятель искусств Республики Татарстан» (2008 год)[1].

Премии
- Государственная премия Республики Татарстан имени Габдуллы Тукая (2022 год) — за большой вклад в развитие декоративно-прикладного искусства Республики Татарстан, цикл гобеленов «Над Казанью луна»[20]. Вручена президентом Республики Татарстан Р. Н. Миннихановым на церемонии в Татарском академическом государственном театре оперы и балета имени Мусы Джалиля[21].
- Премия имени Н. И. Фешина в области современного изобразительного искусства (2014 год)[22].
- Премия имени Баки Урманче имени Баки Урманче (2003 год) — за гобелен «Свияжск»[23].